# John Pell
Pour les articles homonymes, voir Pell.
John Pell (1er mars 1611 - 12 décembre 1685) est un diplomate et mathématicien anglais.

## Biographie
John Pell est né à Southwick dans le Sussex. Il est entré au Trinity College à 13 ans.
À 20 ans, il connaissait 10 langues : anglais, allemand, italien, espagnol, français, latin, grec, hébreu, arabe et néerlandais.
Sa réputation et l'influence de Sir William Boswell, consul anglais aux Provinces-Unies, lui gagnèrent son élection en 1644 à la chaire de mathématiques de l’Athenaeum Illustre d’Amsterdam, laissée vacante par le départ de Martin van den Hove à l'université de Leyde. Entre 1644 et 1646, il s'attela à la composition d'un pamphlet contre  Longomontanus, sollicitant pour cela l'aide et les témoignages de Bonaventura Cavalieri, de son protecteur Charles Cavendish, du Français Descartes, de Hobbes, du Père Mersenne, de Mydorge et de Roberval. Cet écrit parut sous le titre de Controversy with Longomontanus concerning the Quadrature of the Circle, (1647).
Pell gagna Breda en 1646 à l'invitation du stathouder Frédéric-Henri, et enseigna au Collège d'Orange à Bréda jusqu'en 1652. Pell prit alors conscience de l'imminence d'un conflit entre l'Angleterre et les Provinces-Unies : il regagna l'Angleterre au mois de juillet 1652. À son retour, Oliver Cromwell le nomma professeur de mathématiques à Londres, avant de l'envoyer en Suisse, de 1654 à 1658, pour négocier l'adhésion de la Confédération à une ligue des États Protestants en Europe, sans succès.
À son retour en Angleterre, il entra dans les ordres en 1661 et devint recteur du lycée de Fobbing dans le comté d'Essex. En 1663, il fut élu à la Royal Society et l'évêque Gilbert Sheldon lui confia le rectorat de Laindon en sinécure,. Il enseigna les mathématiques au baron William Brereton.
En 1673, il fit la connaissance de Leibnitz à Londres, à qui il annonça que certaines de découvertes que le mathématicien allemand croyait originales, avaient en fait déjà été publiées par François Regnaud et Gabriel Mouton,. Il semble que la passion de Pell pour les mathématiques l'ait fait négliger sa carrière au sein du clergé et sa fortune personnelle : il fit de la prison pour dettes et mourut dans la pauvreté, à Westminster.

## Travaux
Pell s'intéressait aux équations diophantiennes. Son nom fut associé par Leonhard Euler aux nombres de Pell et à l'équation de Pell-Fermat. Il est vrai qu'on trouve cette équation dans un ouvrage écrit par son disciple Johann Heinrich Rahn.
L’obélus, signe actuellement utilisé pour représenter la division, est également introduit dans cet ouvrage.